# Harvey Grant
Harvey Grant (* 4. Juli 1965 in Augusta, Georgia, Vereinigte Staaten) ist ein ehemaliger US-amerikanischer Basketballspieler der Washington Bullets, Portland Trail Blazers, Washington Wizards und Philadelphia 76ers in der NBA.

## Karriere
Grant wurde von den Washington Bullets im NBA-Draft 1988 an 12. Stelle ausgewählt. In seinen ersten beiden Saisons kam Grant kaum zum Zuge und spielte nur etwa 20 Minuten pro Spiel. In seiner dritten Saison aber etablierte er sich als Stammspieler und erzielte 18 Punkte und 7 Rebounds pro Spiel. Im Jahre 1994 wurde er zu den Trail Blazers transferiert, stagnierte dort aber und wurde daher 1996 zu den Bullets zurückgeschickt. Dort brachen seine Leistungen vollends ein, ehe Grant nach einem letzten schwachen Jahr 1998–1999 bei den 76ers seine Karriere beendete.

## Privatleben
Harvey Grant ist der Zwillingsbruder von Horace Grant, der ebenfalls in der NBA spielte. Harveys Söhne Jerai, Jerian und Jerami sind ebenfalls Profi-Basketballspieler. Jerai spielte, wie sein Onkel Horace, für die Clemson University und spielte danach für verschiedene Vereine in Australien und Europa. Jerian und Jerami sind beide in der NBA aktiv.